# HD 36960
HD 36960，又名BD-06 1234，SAO 132301、HR 1887，是一颗恒星，视星等为4.78，位于銀經209.56，銀緯-19.71，其B1900.0坐标为赤經5h 30m 9.3s，赤緯-6° -19.71′ 7″。